# کیسوکه اوئدا
کیسوکه اوئدا (انگلیسی: Keisuke Ueda؛ زادهٔ ۵ سپتامبر ۱۹۸۹ بازیگر، و شخصیت‌های تلویزیونی در ژاپن اهل ژاپن است.